# Knallstein (Tennengebergte)
De Knallstein is een berg in de deelstaat Salzburg, Oostenrijk. De berg heeft een hoogte van 2.234 meter. 
De Knallstein is onderdeel van het Tennengebergte.